# Run the Jewels 3
Run the Jewels 3 es el tercer álbum de estudio del dúo de hip-hop Run the Jewels, integrado por los raperos estadounidenses El-P y Killer Mike. Fue autoeditado a través de su sello Run the Jewels, Inc., con la colaboración de RBC Records, siendo lanzado de manera digital el 25 de diciembre de 2016 y en formato físico el 13 de enero de 2017. El álbum contó con apariciones especiales de Danny Brown, Joi, Trina, Boots, Tunde Adebimpe, Zack de la Rocha y Kamasi Washington. Tuvo tres sencillos, «Talk to Me», «2100» y «Legend Has It».
Al igual que sus predecesores, Run the Jewels 3 fue elogiado por los críticos. Comercialmente, el álbum debutó en el puesto número 35 de la lista Billboard 200, con 23.362 unidades equivalentes a álbum en su primera semana. Se mantuvo ocho semanas en la lista y la posición más alta que alcanzó en esta fue la número 13. El dúo realizó una gira llamada Run the World Tour para promocionar el álbum, con presentaciones en América del Norte y Europa.

## Lista de canciones
Todas las canciones fueron producidas por El-P y coproducidas por Little Shalimar y Wilder Zoby, excepto "Panther Like a Panther (Miracle Mix)", que fue coproducida por Boots, Little Shalimar y Wilder Zoby.
| N.º   | Título                                                | Escritor(es)                        | Duración |  |
| 1.    | «Down» (con Joi)                                      | El-P, Killer Mike                   | 3:29     |  |
| 2.    | «Talk to Me»                                          | El-P, Killer Mike                   | 2:31     |  |
| 3.    | «Legend Has It»                                       | El-P, Killer Mike                   | 3:25     |  |
| 4.    | «Call Ticketron»                                      | El-P, Killer Mike                   | 3:18     |  |
| 5.    | «Hey Kids (Bumaye)» (con Danny Brown)                 | El-P, Killer Mike, Danny Brown      | 3:11     |  |
| 6.    | «Stay Gold»                                           | El-P, Killer Mike                   | 3:27     |  |
| 7.    | «Don't Get Captured»                                  | El-P, Killer Mike                   | 3:12     |  |
| 8.    | «Thieves! (Screamed the Ghost)» (con Tunde Adebimpe)  | El-P, Killer Mike, Boots            | 4:02     |  |
| 9.    | «2100» (con Boots)                                    | El-P, Killer Mike, Boots            | 4:01     |  |
| 10.   | «Panther Like a Panther (Miracle Mix)» (con Trina)    | El-P, Killer Mike                   | 3:41     |  |
| 11.   | «Everybody Stay Calm»                                 | El-P, Killer Mike                   | 2:58     |  |
| 12.   | «Oh Mama»                                             | El-P, Killer Mike                   | 3:36     |  |
| 13.   | «Thursday in the Danger Room» (con Kamasi Washington) | El-P, Killer Mike                   | 4:22     |  |
| 14.   | «A Report to the Shareholders / Kill Your Masters»    | El-P, Killer Mike, Zack de la Rocha | 6:14     |  |
| 51:27 |                                                       |                                     |          |  |